# Маллиган, Кэри
Кэ́ри Ха́нна Ма́ллиган (англ. Carey Hannah Mulligan; род. 28 мая 1985, Лондон) — английская актриса. Обладательница награды Британской академии BAFTA в категории «Лучшая актриса» и номинантка в категории «Восходящая звезда» (2010), трёхкратная номинантка на премию «Оскар» (2010, 2021, 2024), четырёхкратная номинантка на премию «Золотой глобус» (2010, 2021, 2023, 2024) и премию Американской Гильдии киноактёров (2010 — дважды, 2021) за главные роли в картинах «Воспитание чувств» и «Девушка, подающая надежды». Четырёхкратная номинантка на награду BAFTA (2010 — дважды, 2012, 2023) за роли в картинах «Воспитание чувств», «Драйв» и «Её правда». Помимо работы в Великобритании, активно снимается в кино и играет на театральных сценах Лондона и Бродвея. Главная роль в лондонской постановке британского драматурга Дэвида Хэйра «Небесный свет» на Бродвее принесла Кэри Маллиган номинацию на самую главную американскую театральную награду «Тони» в категории «Лучшая актриса главной роли в пьесе» в 2015 году. В некоторых фильмах со своим участием также была задействована в качестве вокалистки («Стыд», «Внутри Льюина Дэвиса» и т. д.). Командор ордена Британской империи.

## Ранние годы и образование
Кэри Маллиган родилась в Вестминстере, Лондон, Англия, в семье Стивена Маллигана и Нано Бут. Её отец родом из Ливерпуля, а мать — из Лландейло, Уэльс. Они познакомились в отеле, где оба работали. Позже отец Кэри продолжит карьеру в отельном бизнесе, а мать станет преподавать в университете.
В возрасте трёх лет Маллиган вместе с родителями и старшим братом Оуайном переехала из Англии в Германию, где её отец получил работу в крупной гостиничной сети InterContinental Hotels.
В 6 лет Кэри увидела игру своего брата в школьной постановке «Король и я» и заинтересовалась актёрством. В подростковом возрасте её страсть к актёрскому мастерству укрепилась во время учёбы в Woldingham School (Суррей), где ей посчастливилось играть в спектакле «Милая Чарити». Она играла и в других спектаклях и мюзиклах, а также помогала ставить школьные постановки. Позже Кэри училась в школе ISD (International School of Düsseldorf) в Дюссельдорфе.
В 16 лет Кэри увидела Кеннета Брану в спектакле «Генрих V» и обратилась к нему за советом о том, становиться ли ей актрисой. Родители не одобряли её планов. Сестра Кеннета передала Кэри его ответ: «Если вы чувствуете сильную потребность быть актрисой, вы должны быть актрисой». Сценарист и режиссер Джулиан Феллоуз, в свою очередь, на последнем году учёбы Кэри в Woldingham School попробует отговорить её от профессии актрисы и посоветует «выйти замуж за адвоката». Удивительным образом именно эта встреча впоследствии способствует тому, что Кэри попадет на своё первое удачное прослушивание в кино.
Помимо актёрства, в молодости Кэри работала барменшей и курьером на киностудии.

## Актёрская карьера
Дебютом Кэри в кинематографе стала роль Китти Беннет в фильме «Гордость и предубеждение», снятом по мотивам одноимённого романа Джейн Остин. В нём также сыграли Кира Найтли, Джуди Денч и Дональд Сазерленд. В том же году Кэри можно было увидеть в сериале «Холодный дом». Позже она снимется в ряде сериалов, включая такие, как «Доктор Кто», «Воскрешая мёртвых», «Удивительная мисс Причард», «Трофеи Вавилона» и «Соучастник». В 2004 году Кэри впервые сыграла на театральной сцене: в пьесе «Короткий сон» в театре Ройал-Корт в Лондоне. В 2007 году актриса дебютировала на Бродвее в постановке «Чайка» по пьесе А. П. Чехова.
В 2006 году Кэри сыграла в телевизионном фильме «Нортенгерское аббатство» с Фелисити Джонс в главной роли.
Прорывом для актрисы стала роль Дженни Мелор в киноленте Лоне Шерфиг «Воспитание чувств», премьера которой состоялась в 2009 году на кинофестивале «Санденс». Она принесла ей сразу две номинации на кинопремии «Золотой глобус» и «Оскар», а также премии Национального совета кинокритиков США и BAFTA за Лучшую женскую роль. Её партнером по картине стал Питер Сарсгаард. В журнале Rolling Stone игру Кэри в «Воспитании чувств» назвали «сенсационной».
В 2010 году Кэри снялась в экранизации известного романа Казуо Исигуро «Не отпускай меня» с Кирой Найтли и Эндрю Гарфилдом, за что получила Премию британского независимого кино, а также в фильме Оливера Стоуна «Уолл-стрит: Деньги не спят». Показанный вне конкурса на Каннском кинофестивале 2010 года, фильм стал её первым крупным студийным проектом.
С 13 мая по 3 июля 2011 года Кэри вновь можно было увидеть на Бродвее, в постановке пьесы Ингмара Бергмана «Сквозь тьму». Актриса сыграла в ней главную героиню — психически неуравновешенную женщину. Театральный критик The New York Times после просмотра спектакля назвал игру Кэри «экстраординарной», а её саму — «одной из лучших актрис ее поколения».

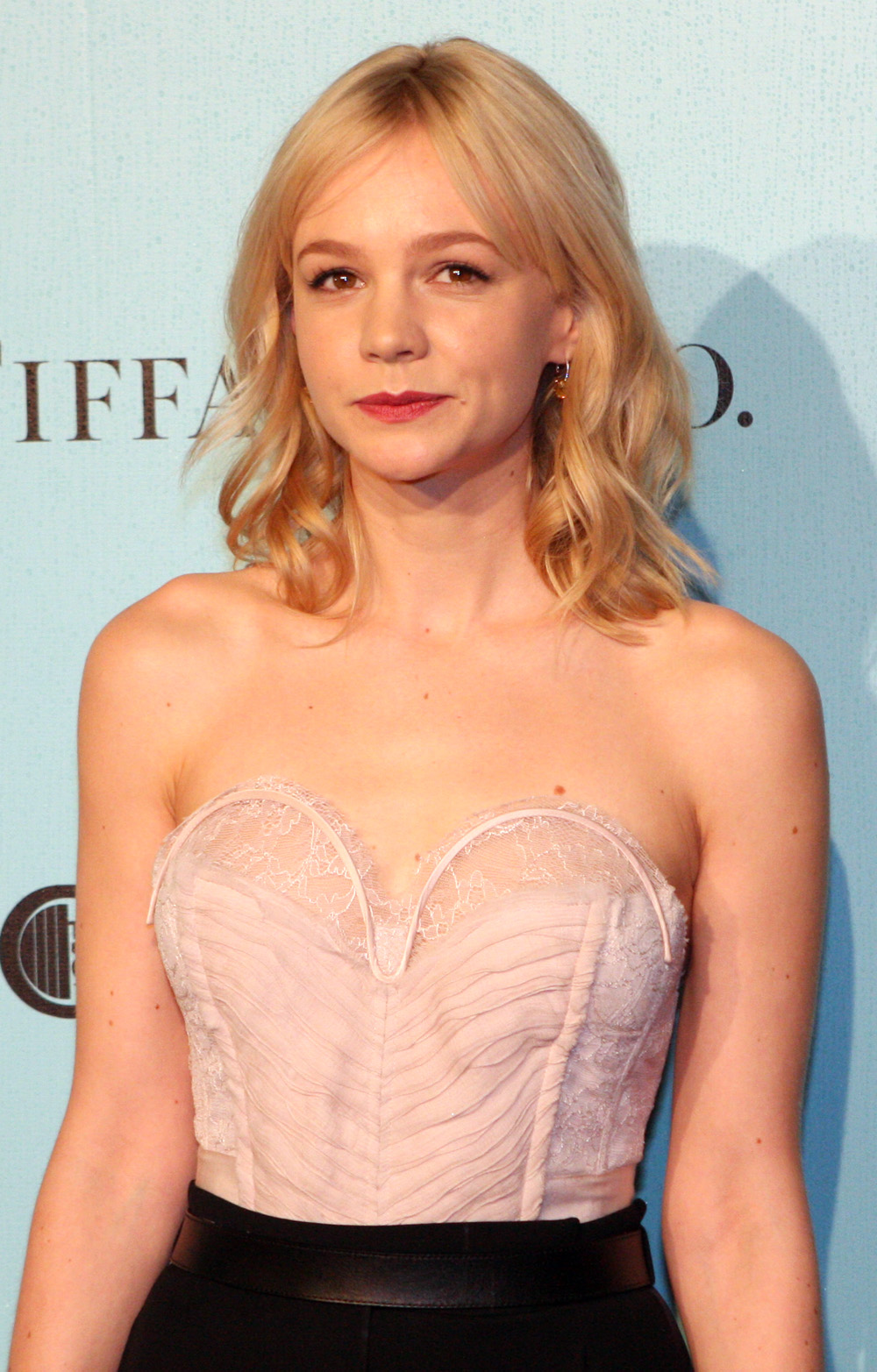
Кэри Маллиган в 2013 году

В 2011 году Кэри сыграла в двух картинах: «Драйв» режиссёра Николаса Виндинга Рефна с Райаном Гослингом и «Стыд» Стива Маккуина с Майклом Фассбендером. Оба фильма были фестивальными хитами и получили восторженные отзывы критиков. За свою игру в «Драйве» Кэри была номинирована на премию BAFTA, а за роль в «Стыде» номинацию на Премию британского независимого кино.
В 2013 году она снялась в роли Дейзи Бьюкенен в картине База Лурмана «Великий Гэтсби» с Леонардо Ди Каприо. В том же году её можно было увидеть в комедии братьев Коэн «Внутри Льюина Дэвиса» в компании Оскара Айзека и Джастина Тимберлейка. Премьера фильма состоялась на Каннском кинофестивале и получила отличные отзывы.
В 2014 году Кэри сыграла в лондонской постановке пьесы «Верхний свет» с Биллом Найи и Мэтью Бердом. В апреле 2015-го постановка переехала на Бродвей. За свою игру в «Верхнем свете» актриса получила первую номинацию на премию Тони.
В 2015 году Кэри Маллиган сыграла главную роль в мелодраме по роману Томаса Харди «Вдали от обезумевшей толпы» с Матиасом Шоенертсом, Томом Старриджем и Майклом Шином, а также в драме «Суфражистка» с Хеленой Бонэм Картер, Беном Уишоу, Бренданом Глисоном и Мерил Стрип.
В 2017 году она снялась в фильме Netflix «Ферма «Мадбаунд»», а в 2018 году — в режиссерском дебюте Пола Дано «Дикая жизнь» с Джейком Джилленхолом. Кроме того, в том же году актрису вновь пригласили на телевидение — в мини-сериал «Соучастник». На момент съемок Кэри была беременна. Весной также можно было увидеть Кэри в новой постановке театра Ройал-Корт «Boys and Girls».
В январе 2021 года в российский прокат вышел триллер «Девушка, подающая надежды» с Кэри Маллиган в главной роли. За свою работу в картине Маллиган была удостоена звания Лучшей актрисы года Национальным советом кинокритиков США и награждена премией «Выбор критиков», а также получила номинации на премии «Оскар», «Золотой глобус» и премию Гильдии киноактеров США.
В сентябре 2023 года на 80-м Венецианском кинофестивале состоится премьера биографического фильма Бредли Купера «Маэстро» о жизни композитора Леонарда Бернстайна, в котором Маллиган исполнила роль Фелиции Монтеалегре — жены композитора. Картина участвовала в основной конкурсной программе фестиваля и поборется за Золотого льва.

## Личная жизнь
С августа 2009 по октябрь 2010 года встречалась с Шайей Лабафом, партнёром по фильму «Уолл-стрит: Деньги не спят».
В августе 2011 года обручилась с музыкантом Маркусом Мамфордом, лидером группы Mumford & Sons. В детстве они были друзьями по переписке, но затем долгое время не поддерживали связь, и встретились уже взрослыми. 20 апреля 2012 года они поженились, свадьба состоялась в Сомерсете, Англия. У супругов есть дочь Ивлин Грейс Мамфорд (15.09.2015) и вторая дочь (род. 2023).

## Другое
Кэри Маллиган была одной из актрис, которые принимали участие в проекте «Safe Project» — каждая была сфотографирована в месте, где она чувствует себя в безопасности, чтобы повысить осведомленность о торговле людьми. Она пожертвовала платье Vionnet, которое надевала на премию BAFTA 2010 года, организации Curiosity Shop, отдающей деньги на благотворительность.
В 2012 году Кэри стала послом Alzheimer’s Society с целью повышения осведомленности и финансирования исследований для лечения болезни Альцгеймера и деменции. Её бабушка жила с болезнью Альцгеймера последние 17 лет своей жизни, в течение которых она не узнавала Кэри. Также актриса принимала участие в особом шествии Alzheimer’s Society в 2012 году и, будучи спонсируема этим обществом, бежала полумарафон Nike Run to Beat в Лондоне в 2013 году.
В 2014 году Кэри Маллиган стала послом благотворительной организации War Child; в этом же году она посетила Демократическую Республику Конго.

## Фильмография
| Год  |    | Русское название                            | Оригинальное название                         | Роль                    |
| ---- | -- | ------------------------------------------- | --------------------------------------------- | ----------------------- |
| 2005 | ф  | Гордость и предубеждение                    | Pride & Prejudice                             | Китти Беннет            |
| 2005 | с  | Холодный дом                                | Bleak House                                   | Ада Кларе               |
| 2006 | с  | Удивительная мисс Причард                   | The Amazing Mrs Pritchard                     | Эмили Притчард          |
| 2006 | с  | Суд и возмездие                             | Trial & Retribution                           | Эмили Хэррогейт         |
| 2006 | с  | Мисс Марпл: Тайна Ситтефорда                | Agatha Christie Marple: The Sittaford Mystery | Вайолет Уиллетт         |
| 2007 | ф  | Когда ты в последний раз видел своего отца? | And When Did You Last See Your Father?        | Рэйчел                  |
| 2007 | с  | Воскрешая мёртвых                           | Waking the Dead                               | сестра Бридгид          |
| 2007 | с  | Доктор Кто                                  | Doctor Who                                    | Салли Спэрроу           |
| 2007 | тф | Мой мальчик Джек                            | My Boy Jack                                   | Элси Киплинг            |
| 2007 | тф | Нортенгерское аббатство                     | Northanger Abbey                              | Изабелла Торп           |
| 2009 | ф  | Джонни Д.                                   | Public Enemies                                | Кэрол                   |
| 2009 | ф  | Воспитание чувств                           | An Education                                  | Дженни                  |
| 2009 | ф  | Братья                                      | Brothers                                      | Кэсси Уиллис            |
| 2009 | ф  | Самый лучший                                | The Greatest                                  | Роуз                    |
| 2010 | ф  | Уолл-стрит: Деньги не спят                  | Wall Street: Money Never Sleeps               | Винни Гекко             |
| 2010 | ф  | Не отпускай меня                            | Never Let Me Go                               | Кэти                    |
| 2011 | ф  | Драйв                                       | Drive                                         | Айрин                   |
| 2011 | ф  | Стыд                                        | Shame                                         | Сисси                   |
| 2013 | ф  | Великий Гэтсби                              | The Great Gatsby                              | Дэйзи Бьюкенен          |
| 2013 | ф  | Внутри Льюина Дэвиса                        | Inside Llewyn Davis                           | Джин Бёрки              |
| 2015 | ф  | Вдали от обезумевшей толпы                  | Far from the Madding Crowd                    | Батшеба Эверден         |
| 2015 | ф  | Суфражистка                                 | Suffragette                                   | Мауд                    |
| 2017 | ф  | Ферма «Мадбаунд»                            | Mudbound                                      | Лора Макаллан           |
| 2018 | ф  | Дикая жизнь                                 | Wildlife                                      | Жанетт Бринсон          |
| 2020 | ф  | Девушка, подающая надежды                   | Promising Young Woman                         | Кассандра «Кэсси» Томас |
| 2020 | ф  | Рождественская песнь                        | A Christmas Carol                             | голос Белль             |
| 2021 | ф  | Раскопки                                    | The Dig                                       | Эдит Притти             |
| 2022 | ф  | Её правда                                   | She Said                                      | Меган Туи               |
| 2023 | ф  | Маэстро                                     | Maestro                                       | Фелиция Монтеалегре     |
| 2023 | ф  | Солтберн                                    | Saltburn                                      | Памела                  |
| 2024 | ф  | Космонавт                                   | Spaceman                                      | Ленка                   |
| 2025 | ф  | Баллада об острове Уоллис                   | The Ballad of Wallis Island                   | Нелл Мортимер           |

## Награды и номинации
| Премия                              | Год  | Фильм                     | Категория                              | Результат |
| ----------------------------------- | ---- | ------------------------- | -------------------------------------- | --------- |
| Оскар                               | 2010 | Воспитание чувств         | Лучшая женская роль                    | Номинация |
| Оскар                               | 2021 | Девушка, подающая надежды | Лучшая женская роль                    | Номинация |
| Оскар                               | 2024 | Маэстро                   | Лучшая женская роль                    | Номинация |
| Тони                                | 2015 | Skylight (пьеса)          | Лучшая женская роль в пьесе            | Номинация |
| Золотой глобус                      | 2010 | Воспитание чувств         | Лучшая женская роль — драма            | Номинация |
| Золотой глобус                      | 2021 | Девушка, подающая надежды | Лучшая женская роль — драма            | Номинация |
| Золотой глобус                      | 2023 | Её правда                 | Лучшая женская роль второго плана      | Номинация |
| Золотой глобус                      | 2024 | Маэстро                   | Лучшая женская роль — драма            | Номинация |
| BAFTA                               | 2010 | Воспитание чувств         | Восходящая звезда                      | Номинация |
| BAFTA                               | 2010 | Воспитание чувств         | Лучшая женская роль                    | Победа    |
| BAFTA                               | 2012 | Драйв                     | Лучшая женская роль второго плана      | Номинация |
| BAFTA                               | 2023 | Её правда                 | Лучшая женская роль второго плана      | Номинация |
| Выбор критиков                      | 2010 | Воспитание чувств         | Лучшая актриса                         | Номинация |
| Выбор критиков                      | 2012 | Стыд                      | Лучшая актриса второго плана           | Номинация |
| Выбор критиков                      | 2021 | Девушка, подающая надежды | Лучшая актриса                         | Победа    |
| Премия Гильдии киноактёров США      | 2010 | Воспитание чувств         | Лучшая женская роль                    | Номинация |
| Премия Гильдии киноактёров США      | 2010 | Воспитание чувств         | Лучший актёрский состав в игровом кино | Номинация |
| Премия Гильдии киноактёров США      | 2018 | Ферма «Мадбаунд»          | Лучший актёрский состав в игровом кино | Номинация |
| Премия Гильдии киноактёров США      | 2021 | Девушка, подающая надежды | Лучшая женская роль                    | Номинация |
| Европейская киноакадемия            | 2021 | Девушка, подающая надежды | Лучшая актриса                         | Номинация |
| Национальный совет кинокритиков США | 2010 | Воспитание чувств         | Лучшая актриса                         | Победа    |
| Национальный совет кинокритиков США | 2021 | Девушка, подающая надежды | Лучшая актриса                         | Победа    |
| Премия «Независимый дух»            | 2018 | Ферма «Мадбаунд»          | Приз Роберта Олтмена                   | Победа    |
| Премия «Независимый дух»            | 2019 | Дикая жизнь               | Лучшая женская роль                    | Номинация |
| Премия «Независимый дух»            | 2021 | Девушка, подающая надежды | Лучшая женская роль                    | Победа    |